# Congreso Internacional de Matemáticos de 2014
El Congreso Internacional de Matemáticos de 2014 fue el vigésimo séptimo Congreso Internacional de Matemáticos celebrado en Seúl del 13 de agosto al 21 de agosto de 2014.
El tema del congreso fue "Sueños y esperanzas para los principiantes tardíos". El órgano legislativo de Corea del Sur, la Asamblea Nacional de Corea del Sur, aprobó una resolución a favor del Congreso Internacional de Matemáticos de Seúl en noviembre de 2013, y el gobierno de Corea del Sur declaró 2014 como el Año Matemático de Corea para maximizar el impacto del Congreso Internacional de Matemáticos de Seúl en Corea. Varias grandes empresas realizaron importantes donaciones a este Congreso destacando la creciente importancia de las matemáticas.
5,000 matemáticos de 125 países participaron en el Congreso de Seúl.
Fue durante este Congreso donde se entregó por primera vez una medalla Fields a una matemática, concretamente a Maryam Mirzakhani, y la primera Medalla Fields a un brasileño, a Artur Ávila.
Este Congreso es el cuarto organizado en Asia, después del de 1990 en Japón, el de 2010 en India y el de 2002 en China.
Este Congreso también hizo hincapié en los programas de divulgación de las matemáticas. Conferencias públicas de Jim Simons y el ganador del premio Leelavati, partidos de Baduk contra maestros de renombre y la proyección de películas de matemáticas, por nombrar algunos, fueron posibles gracias a los esfuerzos del equipo de divulgación del Congreso. Estos esfuerzos tenían como objetivo ayudar a que las matemáticas fueran parte de la cultura de Corea del Sur.
El comité organizador del Congreso Internacional de Matemáticos de 2014 invitó a 1.000 matemáticos de países en desarrollo a este congreso.

## Logo
El logotipo de Congreso Internacional de Matemáticos de 2014 presenta dos espirales doradas que crecen y se expanden en el tiempo con la proporción áurea. Representa el crecimiento con orden matemático y simboliza los sueños y esperanzas de los principiantes tardíos.
El logotipo en forma de S recuerda a la S de Seúl, al igual que la imagen “Taegeukgi” de la bandera coreana. Tae-Geuk simboliza la armonía del Yin y Yang. El color rojo es Yang, amor y  pasión. El color  azul es Yin, inteligencia y sueño. Yin y Yang, sin embargo, comienzan con el mismo color y forma, representando la unidad del universo.

## País del Congreso

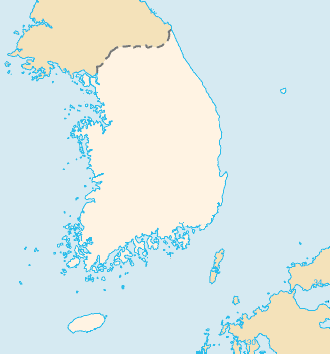
Ubicación de Corea del Sur

En 2010, en Bangalore, la Asamblea General de la Unión Matemática Internacional votó a favor de la candidatura de Seúl al Congreso Internacional de Matemáticos de 2014. La propuesta fue presentada por la Sociedad Matemática Coreana y defendida por Hyungju Park. El único inconveniente de Corea del Sur fue su historia relativamente corta de investigación en las matemáticas modernas.
El gobierno coreano proporcionó al comité local del Congreso Internacional de Matemáticos de 2014 una subvención en efectivo de 250.000 USD para ayudarlos con sus esfuerzos de licitación. Más aún, el Presidente de Corea del Sur, Myung-bak Lee escribió una carta de apoyo para acompañar la propuesta del Congreso. Finalmente, el gobierno coreano tomó la decisión de ofrecer apoyo financiero al Congreso Internacional de Matemáticos de Seúl. El apoyo superó los 3.000.000 USD.
La expectativa de Congreso Internacional de Matemáticos de 2014 era ser un punto de inflexión para las matemáticas en Corea del Sur; llegar al público y que éstas sean reconocidas por la sociedad.

## Premios

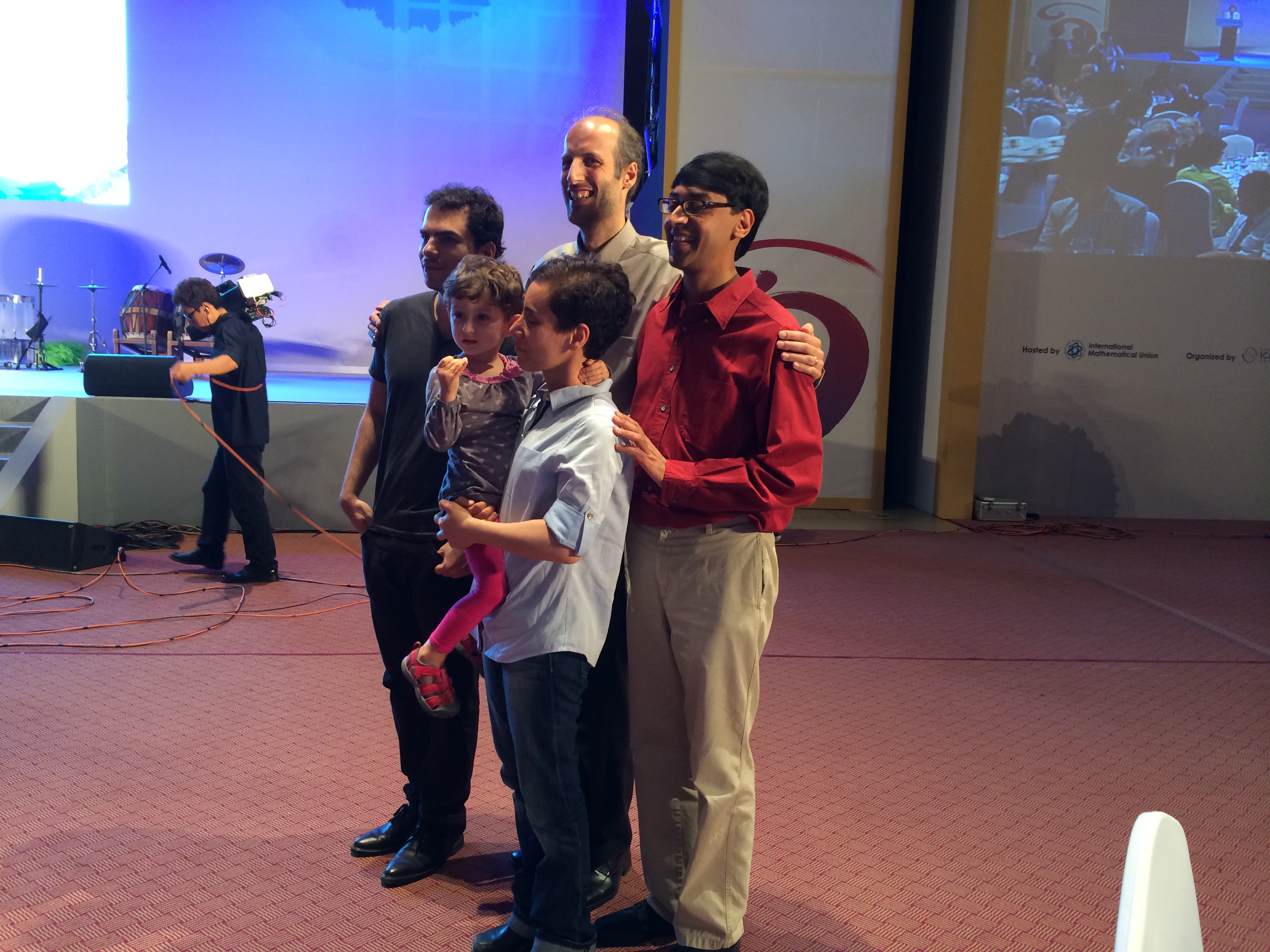
Los Medallistas Fields de izquierda a derecha Artur Ávila, Martin Hairer (atrás), Maryam Mirzakhani, (con su hija, Anahita) y Manjul Bhargava.

Las Medallas Fields fueron otorgadas a Maryam Mirzakhani para su trabajo sobre superficies matemáticas, a Artur Ávila por su trabajo en sistemas dinámicos, a Manjul Bhargava por su trabajo en teoría de números y a Martin Hairer, por su trabajo sobre ecuaciones diferenciales.
El Premio Nevanlinna fue para Subhash Khot (matemático indio nacido en Ichalkaranji, India, el 10 de junio de 1978), por su trabajo en la comprensión de la complejidad de algoritmos y encontrar formas de hacerlos más  eficientes. El Premio Gauss fue otorgado a Stanley Osher por su trabajo con aplicaciones en procesamiento de imágenes y visión por computadora. Y la Medalla Chern fue otorgada a Phillip Griffiths por su trabajo en geometría algebraica, geometría diferencial y ecuaciones diferenciales.
Adrián Paenza, recibió el Premio Leelavati por sus contribuciones decisivas para cambiar la mentalidad de todo un país sobre cómo percibe las matemáticas.